# George Trevelyan
George Lowthian Trevelyan (5 novembre 1906 – 9 février 1996), 4e baronnet de Wallington, est un intellectuel et écrivain du New Age, fils de sir Charles Trevelyan, ministre de l'éducation du premier gouvernement de Ramsay MacDonald.

## Biographie
Sir George Trevelyan est fier de son ascendance dont il imagine qu'elle le lie à Sir Trevillian, l'un des chevaliers du Roi Arthur. La légende raconte que, lors d'un naufrage, Sir Trevillian émerge par de grands efforts des vagues et arrive en toute sécurité sur la terre sèche de Cornouailles.
Sir George Trevelyan passe son enfance dans la maison familiale de Northumberland, Wallington Hall, que son père a donnée au National Trust, déshéritant de fait Sir George. Il grandit avec en arrière-plan la politique libérale et la pensée progressiste. Il étudie à Sidcot School et au Trinity College, Cambridge.
Après avoir quitté Cambridge, Sir George Trevelyan enseigne à Gordonstoun, qui, à cette époque, était une école d'avant-garde. Plus tard, il s'implique en tant que professeur de la Technique Alexander pour l'intégration posturale, et devient apprenti du concepteur de mobilier et maître-artisan, Peter Waals, travaillant à l'atelier de Waals, dans les collines de Cotswold. Sir George Trevelyan, lui-même, réalise de nombreux meubles, y compris un lit dans lequel il mourut, comme il le souhaitait.
Dès 1931, Sir George Trevelyan forme les futurs enseignants de la Technique Alexander.
En 1940, il épouse Editha Lindsay-Smith , une enseignante de Gordonstoun. 
En 1942, après avoir entendu une conférence donnée par le Dr Walter Stein, élève de Rudolf Steiner, Sir George Trevelyan découvre un monde spirituel. Au cours de sa vie, il explore les croyances dans les anges, les effets apaisants de cristaux et la puissance des alignements, ainsi que l'agriculture biodynamique.
À sa démobilisation, en 1948, il est nommé directeur de Attingham Park, un collège de formation des adultes dans le Shropshire, où il effectue son travail de pionnier dans l'enseignement de la connaissance spirituelle comme dans l'éducation des adultes. Les cours vont de la musique de chambre, du théâtre aux sujets ésotériques tels que «Trouver le maître intérieur» et «Vision Holistique»; ceux-ci attirent un grand nombre de participants, dont beaucoup d'étrangers. Le collège est parrainé conjointement par l'autorité locale et l'Université de Birmingham, qui tous deux regardent de travers l'attirance de Sir George Trevelyan pour la mystique; et il lui faut un immense courage moral pour présenter un cours sur «La mort et le Devenir», un sujet, alors, quasi tabou. 
Il participe à la création de la Fondation Findhorn, le Trust Gatekeeper, et grâce à son amitié avec Wellesley Tudor Pole, le Chalice Well et le Mouvement Lamplighter.
En 1971, Sir George Trevelyan, avec quelques amis crée le Wrekin Trust, une fiducie éducative en rapport avec la nature spirituelle de l'homme et l'univers. Jusqu'en 1991, avec une énergie remarquable, et en ignorant une forme paralysante de l'arthrite, il parcourt le pays, met en place des cours sur des centaines de sujets, l'un des plus importants étant Mystiques et Scientifiques, -cours qui est toujours d'actualité.

## Reconnaissance
Sir George Trevelyan est récipiendaire du prix Nobel alternatif en 1982, « pour donner aux adultes une nouvelle vision non-matérialiste de la nature humaine ».

## Citation
« Grâce à l'éducation, une vaste population sait lire mais ne sait pas ce qui vaut la peine d'être lu. »

## Œuvres
- (en) George Trevelyan, The Active Eye in Architecture, 1977
- (en) George Trevelyan et Edward Matchett, Twelve Seats at the Round Table, Jersey, Spearman, 1977, 104 p. (ISBN 978-0-85978-027-8)
- (en) George Trevelyan, A Vision of the Aquarian Age, Coventure, 1993 réédition, 200 p. (ISBN 978-0-904576-52-8)

## Sources
- (en) Cet article est partiellement ou en totalité issu de l’article de Wikipédia en anglais intitulé « Sir George Trevelyan, 4th Baronet » (voir la liste des auteurs).